# 감독대행

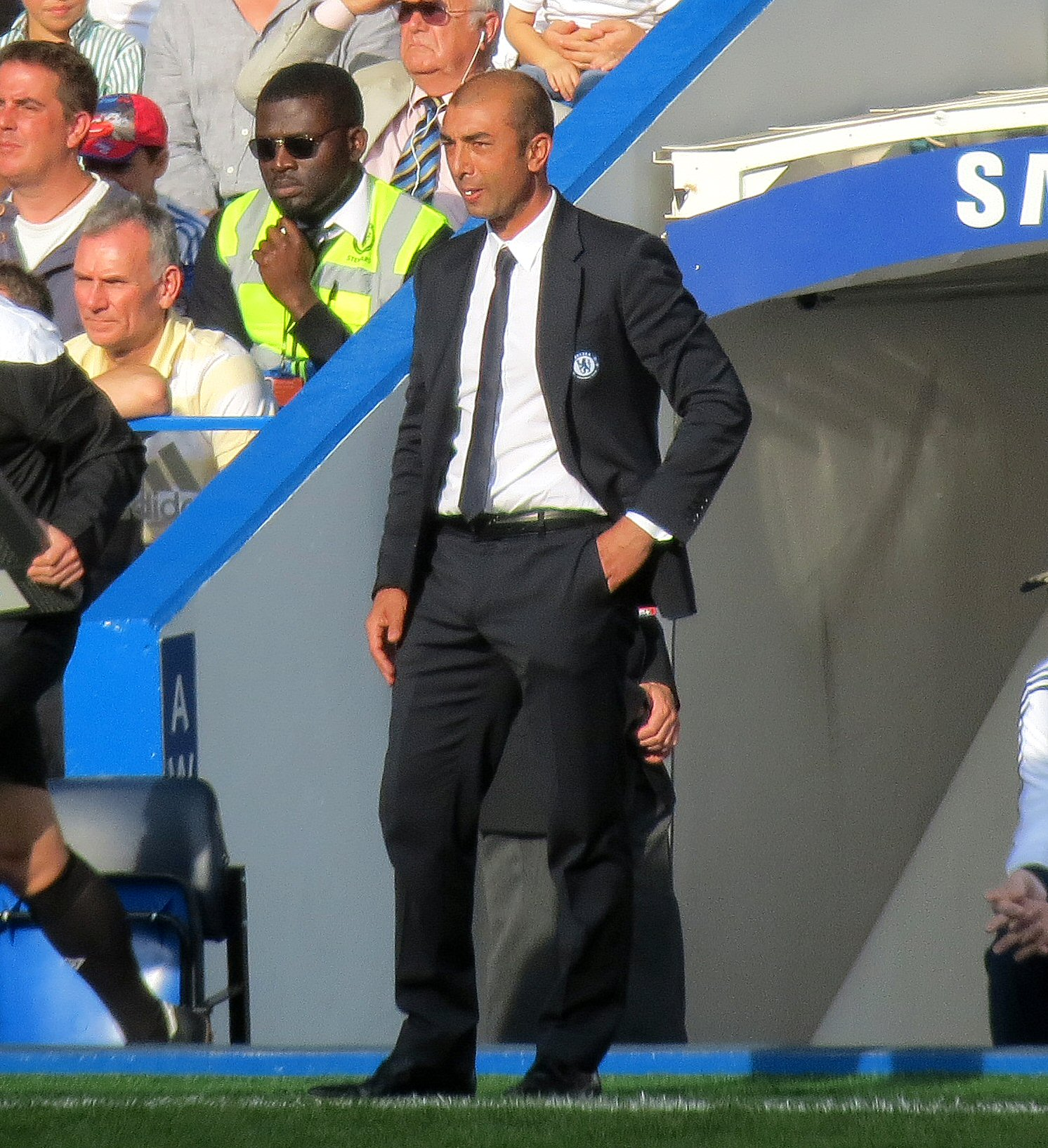
로베르토 디 마테오 감독은 안드레 빌라스-보아스 감독의 해임으로 2012년에 첼시의 대행 감독으로 임명되었다. 그는 이후 챔피언스리그 우승을 거두며 정식 감독으로 임명되었다.

축구계에서 감독대행(監督代行) 또는 임시감독은 일반적으로 정식 감독이 해임되거나 다른 구단으로 떠날 때 일시적으로 축구팀의 감독직을 맡는 사람을 의미한다. 그러나 감독대행은 정식 감독이 출장 정지, 질병, 전염병 의심(예: 코로나바이러스감염증-19), 또는 정상적인 업무 수행이 불가능할 때에도 임명될 수 있다. 감독대행의 예로는 주르디 라우라, 안젤로 알레시오, 마시모 카레라, 헤르만 부르고스, 다비데 안첼로티, 롭 페이지, 호르헤 마시엘 등이 있다. 감독대행은 일반적으로 구단 내부, 보통 수석 코치, 고참 코치, 또는 경험 있는 선수 중에서 급하게 임명된다.

## 동유럽의 감독대행
동유럽의 감독대행은 '직무 대행' 또는 때로는 '임시 직무 대행'이라는 접두사 칭호를 지닌 감독이다. 이 감독들은 정식 감독이 되기 위한 필수 자격증(UEFA 프로 라이선스)이 없으며, 종종 UEFA A 라이선스를 가지고 있다.
일반적으로 감독대행 직무는 구단의 승인을 받은 수석 코치, 때로는 고참 코치가 수행한다. 전체 감독진이 해임된 경우, 감독대행은 구단 외부에서 임명될 수 있다. 외부 감독대행은 이미 고용된 수석 코치나 고참 코치 대신 임명될 수도 있다.

## 실제 감독대행의 사례
유명한 사례로는 아스널의 오랜 기간 수석 코치였던 스튜어트 휴스턴이 있다. 그는 조지 그레이엄이 1994-95 시즌 도중 갑작스럽게 경질된 후 감독대행을 맡아 팀을 1995년 유러피언 컵 위너스컵 결승으로 이끌었다. 토니 바턴은 론 선더스의 이탈 후 애스턴 빌라의 감독으로 임명되어 단 3개월 만에 팀을 이끌고 1982년 유러피언컵 결승에서 우승했다. 구단 이사였던 트레버 브루킹은 2002-03 시즌 말 글렌 로더의 질병으로 인해 웨스트햄 유나이티드의 감독대행을 맡았고, 2003-04 시즌 초 로더가 해임된 후 다시 감독대행을 맡았다. 리옹의 수석 코치 호르헤 마시엘은 파울로 폰세카가 브레스트와의 홈 경기 2-1 승리 막판 브누아 미요에게 격렬하게 항의하여 퇴장당하고 9월 15일까지 팀 벤치에 앉거나 라커룸에 들어갈 수 없게 되자 감독대행으로 나섰다.

## 정식 감독 임명
감독대행이 재임 기간 동안 특히 성공적인 모습을 보이면, 때로는 정식 감독으로 임명되기도 한다. 글렌 로더는 2006년 그레임 수네스가 해임된 후 뉴캐슬 유나이티드의 감독대행을 맡은 후 정식 감독으로 임명되었다. 리키 스브라지아도 2008년 11월 로이 킨이 사임한 후 선덜랜드의 감독대행을 맡았다가 정식 감독이 되었지만, 2008-09 시즌 말에 다시 사임했다. 이러한 일은 프리미어리그 2010-11 시즌에도 발생했다. 2011년 1월 8일, 로이 호지슨은 부진한 성적으로 리버풀에서 경질되었고, 12위에 머물던 리버풀은 케니 댈글리시를 남은 시즌 동안의 감독대행으로 임명했다. 인상적인 성적을 거두며 리버풀을 6위까지 끌어올린 후, 댈글리시는 3년 계약으로 리버풀의 정식 감독으로 임명되었다. 프리미어리그 2018-19 시즌, 2018년 12월 18일, 주제 모리뉴는 리버풀에게 3-1로 패한 후 맨체스터 유나이티드에서 경질되었고, 6위에 머물던 맨체스터 유나이티드는 전 선수였던 올레 군나르 솔셰르를 남은 시즌 동안의 감독대행으로 임명했다. 인상적인 성적을 거두며 맨체스터 유나이티드를 4위까지 끌어올리고 UEFA 챔피언스리그 8강에 진출한 후, 솔셰르는 2019년 3월 28일에 3년 계약으로 맨체스터 유나이티드의 정식 감독으로 임명되었다.
노르웨이에서는 2006년 로센보르그 BK의 페르-마티아스 회그모 감독이 건강상의 이유로 시즌 중 휴직을 발표했을 때 주목할 만한 사례가 있었다. 당시 로센보르그는 선두 SK 브란에게 10점 뒤처져 있었다. 그의 수석 코치였던 크누트 퇴룸이 감독대행으로 임명되었고, 로센보르그를 이끌고 극적인 반전을 이루어 한 경기를 남기고 리그 우승을 확정했다. 회그모는 로센보르그가 우승을 확정한 지 이틀 후 사임을 발표했고, 퇴룸은 시즌 후 정식 감독으로 임명되었다.
아일랜드에서는 찰리 맥기버가 다른 시대(1984–85, 1995–96)에 걸쳐 핀 하프스의 감독대행을 두 차례 맡은 후 정식 감독으로 임명되었다. 정식 감독으로 그는 팀을 1999년 FAI컵 결승으로 이끌었지만, 세 경기 마라톤 끝에 리바운드된 추가 시간 페널티킥으로 아쉽게 패배했다.
이탈리아에서는 클라우디오 라니에리가 2008-09 시즌 7경기 연속 무승 행진 끝에 해임된 후, 치로 페라라가 2009년 5월 18일에 남은 두 주 동안 유벤투스의 감독대행으로 임명되었다. 그의 목표는 리그 2위를 유지하는 것이었고, 장기적으로 정식 감독으로 임명될 가능성이 있었다. 감독대행으로 두 경기를 치른 그는 시에나와 라치오에게 각각 3-0, 2-0 승리를 거두며 밀란을 제치고 2위를 확보했다. 이러한 결과에 따라 그는 다음 시즌 정식 감독직의 강력한 후보로 부상했다. 2009년 6월 5일, 유벤투스는 그를 2009-10 시즌 감독으로 공식 발표했다. 첫 4경기에서 모두 승리한 후, 페라라의 행운은 2009-10년 UEFA 챔피언스리그에서 바이에른 뮌헨에게 홈에서 4-1로 패하며 조별 리그 통과에 실패한 후 바뀌었다. 유벤투스는 비기기만 해도 다음 라운드에 진출할 수 있었다. 데르비 디탈리아 라이벌인 인테르나치오날레에게 승리했음에도 불구하고, 유벤투스는 겨울 동안 연패를 기록했는데, 특히 시칠리아의 카타니아나 승격팀인 바리와 같은 약팀에게 패배했다. 6일 후, 유벤투스는 코파 이탈리아에서 인테르에게 산 시로에서 2-1로 패배하며 탈락했고, 이는 페라라의 직위에 대한 몇 주간의 추측 끝에 이사회로 하여금 그를 해임하게 만들었다. 그는 시즌 종료까지 알베르토 자케로니로 대체되었다. 2011-12 시즌, 인테르는 클라우디오 라니에리 감독을 해임하고 안드레아 스트라마초니가 감독대행으로 1군에 승격했다. 그는 인테르를 6위로 이끌었고, 밀란과의 데르비 델라 마돈니나에서 승리하여 라이벌 밀란의 세리에 A 우승을 좌절시켰다. 그의 결과는 구단주 마시모 모라티로 하여금 그를 2012-13 시즌의 정식 감독으로 확정하게 만들었다. FIGC는 스트라마초니가 2013년 6월에 라이선스를 취득하기 위해 2012-13 코칭 과정에 입학했으므로 UEFA 프로 라이선스 없이 계약을 체결할 수 있도록 허용했다. 2012년 10월 7일, 스트라마초니는 밀란에게 1-0 승리를 거두도록 인테르를 이끌었다. 2012년 11월 3일, 스트라마초니는 전 시즌 우승팀인 유벤투스에게 원정에서 3-1 승리를 거두도록 인테르를 이끌었다. 인테르를 맡은 지 14개월 만에, 그리고 9위로 마감하여 15년 만에 처음으로 유럽 대회 진출에 실패한 어려운 세리에 A 2012-13 시즌을 보낸 후, 구단은 2013년 5월 24일에 스트라마초니가 해임되고 발테르 마차리로 교체되었다고 발표했다.
스페인에서는 2018년 10월 30일, 훌렌 로페테기가 부진한 성적으로 레알 마드리드 감독에서 해임되었고, 산티아고 솔라리가 감독대행으로 임명되었다. 14일 후, 솔라리는 정식 계약을 받았다. 스페인에서는 어떤 구단도 2주 이상 감독대행을 둘 수 없었기 때문이다. 나중에 그는 해임되었고, 전 팀 동료인 지네딘 지단으로 두 번째로 교체되었다.
독일에서는 2019년 11월 3일, 니코 코바치가 아인트라흐트 프랑크푸르트에게 5-1로 패한 후 바이에른 뮌헨을 상호 합의하에 떠났고, 그의 수석 코치인 한지 플리크가 임시 감독으로 승격되었다. 첫 경기에서 바이에른은 2019년 11월 6일에 UEFA 챔피언스리그 조별 리그에서 올림피아코스를 2-0으로 이겼다. 2020년 4월, 바이에른 뮌헨은 플리크를 2023년까지 계약으로 정식 감독으로 임명했다. 플리크는 바이에른을 성공적으로 이끌어 분데스리가, DFB-포칼, UEFA 챔피언스리그에서 우승하며 구단 역사상 두 번째 대륙 트레블을 달성했다. 다음 시즌, 그는 세비야를 상대로 2020년 UEFA 슈퍼컵 우승을 이끌었다. 그는 또한 티그레스를 꺾고 2021년 2월에 FIFA 클럽 월드컵에서 우승하며 바이에른이 처음으로 식스플을 달성하도록 이끌었다.
롭 페이지는 2020년 라이언 긱스가 체포된 후 웨일스 축구 국가대표팀의 감독대행으로 임시 임명되었다. 나중에 그는 2022년에 웨일스의 정식 감독으로 임명되었다.
반면에 토니 파크스는 1986년부터 2004년까지 6차례에 걸쳐 블랙번 로버스의 감독대행으로 임명되었지만, 정식 감독직을 맡지는 못했다. 그는 아직까지 정식 감독직을 맡지 못했으며, 보로는 7차례에 걸쳐 발렌시아의 감독대행으로 임명되었지만, 2016년에 시즌 종료까지 정식 감독으로 임명되었다. 비센테 델 보스케 역시 1994년과 1996년에 두 차례 레알 마드리드의 감독대행을 맡았다.

## 주목할 만한 성공 사례
2007년 11월, 샌디 스튜어트는 감독대행으로 맡은 단 한 경기에서 세인트 존스톤을 이끌고 스코티시 챌린지컵 결승에서 우승했다.
2007-08 시즌, 체바트 귈러는 갈라타사라이의 감독대행으로 쉬페르리그 우승을 차지했다. 그는 카를 하인츠 펠트캄프가 사임한 후 시즌 마지막 다섯 경기를 맡았다.
2007년 하즈피컵 결승전에서 세파한의 루카 보나치치 감독은 개인적인 이유로 고국 크로아티아로 떠나 2차전에 팀을 지휘할 수 없었다. 보나치치의 수석 코치였던 만수르 에브라힘자데가 해당 경기에 감독대행으로 나섰다. 세파한은 그 경기에서 승리하며 우승을 차지했다.
거스 히딩크는 2009년 첼시의 감독대행으로 UEFA 챔피언스리그 4강전에서 바르셀로나를 캄 노우에서 무실점으로 막고 스탬퍼드 브리지에서 비겼다. 후자는 심판 톰 헨닝 외브레뵈의 판정으로 인해 매우 논란이 많은 경기로 회자되었다. 첼시는 원정 다득점으로 탈락했다. 그는 팀이 FA컵에서 우승하면서 재임 기간을 마무리했다. 구단은 히딩크가 임시 감독으로라도 만족했다고 보도되었다.
로베르토 디 마테오는 2012년 첼시의 감독대행으로 챔피언스리그와 FA컵에서 우승하며 2년 계약으로 정식 감독으로 임명되었다. 그는 새 시즌 몇 달 만에 해임되었고, 임시 감독인 라파엘 베니테스로 교체되었다. 그는 팀을 이끌고 유로파리그에서 우승했으며, 리그에서는 3위로 마감하여 다음 해 챔피언스리그 직행 티켓을 확보했다. 베니테스는 정식 감독 계약을 제안받지 못했고, 주제 모리뉴가 첼시로 두 번째 부임하며 그의 자리를 대신했다.
마시모 카레라는 2011-12년 이탈리아 축구 승부조작 스캔들로 인해 안토니오 콘테와 안젤로 알레시오가 10개월 출장 정지를 받은 후, 유벤투스의 감독대행으로 수페르코파 이탈리아나에서 우승했다.
2016년 9월, 샘 앨러다이스가 부정 행위 의혹으로 잉글랜드 감독직에서 사임한 후, 잉글랜드 U-21 감독인 개러스 사우스게이트가 4경기 동안 임시 감독으로 부임했다. 사우스게이트는 그 기간이 끝날 때 잉글랜드 정식 감독으로 임명되었고, 2018년 월드컵에서 4위를 차지하고 UEFA 유럽 축구 선수권 대회 2020 및 2024 대회에서 연속 준우승을 기록했다.
아틀레티코 마드리드의 수석 코치 헤르만 부르고스는 디에고 시메오네가 2017-18 UEFA 유로파리그 4강 1차전 이후 UEFA 대회에서 4경기 벤치 출장 정지를 받자 감독대행으로 나서 2018 UEFA 유로파리그와 2018 UEFA 슈퍼컵에서 우승했다.
2018년 월드컵 탈락 후, 아르헨티나 축구 국가대표팀의 수석 코치 리오넬 스칼로니가 상호 합의로 떠난 호르헤 삼파올리를 대신해 감독대행으로 임명되었다. 재임 기간 동안 그는 2019년 코파 아메리카에서 3위를 차지했고, 2021년 코파 아메리카, 2022년 피날리시마, 2022년 월드컵, 그리고 2024년 코파 아메리카에서 우승했다.
2020-21 시즌, 에딘 테르지치는 보루시아 도르트문트의 감독대행으로 DFB-포칼에서 우승했다. 나중에 그는 2022-23 시즌에 보루시아 도르트문트의 정식 감독으로 임명되었다.
2023-24 시즌, 오시안 로버츠는 코모 1907를 이끌고 세리에 B 2위를 차지하며 감독대행으로 세리에 A 승격을 이끌었다.

## 같이 보기
- 스포츠 감독